# Бобровников Олексій Вікторович
Олексій Вікторович Бобро́вников (нар. 24 квітня 1912 року, Київ — пом. 18 вересня 1998, Київ) — радянський і український художник театру та кіно, графік; член Спілки художників України з 1945 року, Спілки кінематографістів України з 1959 року та Спілки театральних діячів України з 1978 року. Брат художника Кирила Бобровникова.

## Біографія
Народився 11 [24] квітня 1912 року в Києві. 1929 року — закінчив кінофотофакультет Київського художнього технікуму; з 1929 по 1933 рік навчався на театральному факультеті Київського художнього інституту (викладачі Костянтин Єлева, Микола Тряскін).
З 1934 року (з перервами) працював художником-постановником Київської кіностудії художніх фільмів імені О. Довженка, театральним художником у Київському державному академічному російському драматичному театрі імені Лесі Українки, Київському театрі юного глядача, Київському державному академічному українському драматичному театрі імені І. Франка, Київському театрі музичної комедії (1940—1950-ті роки, 1993), Уманському міському театрі. У 1982—1996 роках викладав на кафедрі композиції Київського художнього інституту.
Жив у Києві в будинку на вулиці Круглоуніверситетській № 7, квартира 7, потім в будинку на вулиці Антоновича № 25, квартира 17. Помер у Києві 18 вересня 1998 року.

## Творчість
Працював в галузі театрального та кінодекораційного мистецтва. Художник-постановник спектаклів:
- 1952 «Учитель танців» Лопе де Вега;
- 1954 «Маскарад» Михайла Лермонтова (Київський ордена Леніна російський драматичний театр імені Лесі Українки).

Працював у галузях живопису, графіки, книжкової графіки.
Брав участь у всеукраїнських виставках з 1945 року, всесоюзних з 1967 року. Персональна виставка відбулася у Києві у 1965 році.
Автор «Повісті про нещасних марсіан», опублікованої у альманасі «Світ пригод» (Київ, 1963).

### Фільмографія
1. 1934: «Щасливий фініш»
2. 1936: «Одного разу влітку» (у співавторстві з Соломоном Зарицьким)
3. 1936: «Том Соєр» (у співавторстві з Миколою Тряскіним)
4. 1938: «Директор» (у співавторстві з Миколою Тряскіним)
5. 1939: «Гомони містечко»
6. 1939: «Ескадрилья № 5» (у співавторстві з Михайлом Солохою)
7. 1946: «Центр нападу»
8. 1950: «У мирні дні»
9. 1953: «Тарапунька і Штепсель під хмарами»
10. 1954: ««Богатир» йде в Марто»
11. 1955: «Полум'я гніву»
12. 1955: «Пригода з піджаком Тарапуньки»
13. 1956: «Кривавий світанок»
14. 1958: «Вогненний міст»
15. 1960: «Роман та Франческа»
16. 1961: «Закон Антарктиди»
17. 1962: «Їхали ми, їхали...»
18. 1965: «Акваланги на дні»
19. 1965: «Над нами Південний хрест»
20. 1967: «З нудьги» (у співавторстві з Олександром Кудрею)
21. 1967: «Туманність Андромеди» (1-а частина «Бранці залізної зірки»)
22. 1969: «Де 042?»
23. 1969: «Серце Бонівура»
24. 1971: «Іду до тебе…»
25. 1973: «Абітурієнтка»
26. 1975: «Білий башлик»
27. 1975: «Втеча з палацу» (у співавт. з Василем Безкровним)
28. 1976: «Припустимо — ти капітан...» (у співавт. з Василем Безкровним)
29. 1979: «Оглядини»
30. 1981: «Дівчина і море»
31. 1982: «Високий перевал» (у співавт. з Василем Безкровним i Анатолієм Мамонтовим) та інше.